# Marie-Josée Simard
Pour les articles homonymes, voir Simard.
 (décembre 2017).
Si vous disposez d'ouvrages ou d'articles de référence ou si vous connaissez des sites web de qualité traitant du thème abordé ici, merci de compléter l'article en donnant les références utiles à sa vérifiabilité et en les liant à la section « Notes et références ».
Marie-Josée Simard est une percussionniste soliste canadienne de la province de Québec, spécialiste du vibraphone et du marimba née le 29 novembre 1956. Elle est la première femme percussionniste à recevoir son diplôme en percussion au Canada.

## Biographie
Marie-Josée Simard est née à La Baie (maintenant un arrondissement de la ville de Saguenay). Issue d'une famille de musiciens, Marie-Josée Simard fait ses débuts au vibraphone dans l'orchestre de ses parents à Baie-Comeau. Sa mère est son premier professeur et également son accompagnatrice jusqu'à son entrée au Conservatoire de musique du Québec (1974-1976). Par la suite, elle étudie au Conservatoire de musique de Montréal de 1976 à 1981. Simard est la première femme à obtenir son diplôme en percussion au Canada et à recevoir le premier prix en percussion au CMM. L'obtention de bourses des Jeunesses musicales du Canada, du Conseil des Arts du Canada et du conseil des Arts et des lettres du Québec (1970-1981) lui permet de poursuivre ses études au Centre d'arts Orford (en Estrie), en Angleterre avec Michael Skinner et James Blades, ainsi qu'à New York avec le spécialiste du marimba Leigh Howard Stevens. En 1980, elle remporte le concours Les Étoiles du Maurier du Conseil du Maurier des arts d'interprétation (Arts du Maurier).
Reconnue comme une percussionniste exceptionnelle, Marie-Josée Simard a été entendue dans de nombreux concerts au Canada, au Mexique, en France, en Pologne et en Belgique, ainsi qu'en tournée en Corée du Sud et en Chine. Elle s'est forgé une réputation d'excellence sur les scènes nationales et internationales depuis maintenant 30 ans.
Plusieurs compositeurs canadiens ont composés des concertos pour marimba/vibraphone tels que : Clermont Pépin, Denis Gougeon, Jacques Hétu, Serge Arcuri, Gilles Bellemare, François Dompierre, Maya Badian, Pétros Shoujounian, Alain Thibault Rachel Laurin, François Bourassa- Christine Jensen, Marianne Trudel, Jean-Nicolas Trottier.ont composé pour elle des concertos pour marimba et vibraphone. 
En 1989, le compositeur français Pierre Max Dubois a composé pour Marie-Josée la Simard Suite 1989 pour vibraphone et grand orchestre; Joanna Bruzdowicz a de son côté écrit les 4 saisons pour 4 solistes (dont « Hiver » spécialement pour marimba) pour le Festival international de Poznań en Pologne en 1991. Charles Papasoff, Karen Young et François Bourassa, compositeurs canadiens et interprètes jazz, ont composé pour Marie Josée Simard des œuvres pour musique de chambre.
Parmi les faits saillants de sa carrière, mentionnons : en 1982, un concert dirigé par Serge Garant avec l'Orchestre des Jeunes du QuébecO ; des tournées de concerts aux Festivals de San Luis Potosi et Cervantino ; artiste invitée par l’Orchestre symphonique de Toronto en l’honneur de la reine Élisabeth II et du duc d’Édimbourg; un concert bénéfice en 1992 pour le Metropolitan Opera de New York où elle représentait le Canada. Marie-Josée Simard a également été invitée comme soliste par les orchestres symphoniques de Montréal, de Toronto, de Québec, de Winnipeg, de Vancouver, d'Edmonton, de Kitchener-Waterloo et par l’Orchestre Métropolitain de Montréal. Elle a en outre effectué des tournées au Québec avec l'ensemble à cordes Amati, ainsi que la Tournée du Printemps en 2002 avec Les Violons du Roy sous la direction de Jean Marie Zétouni.
En 1998-1999, Marie-Josée a créé, avec l’orchestre de chambre « I Musici de Montréal », le Concerto pour marimba et vibraphone de Jacques Hétu. Elle a donné des classes de Maître et des concerts avec la flûtiste Susan Hoeppner dans la plupart des universités canadiennes, sous le parrainage de Yamaha Canada. Artiste Yamaha depuis 1992.1998, première mondiale du Concerto pour marimba et vibraphone, créé pour elle par Jacques Hétu, avec I Musici Salle Maisonneuve de la Place des Arts, Montréal; 2005, duo avec le flûtiste Marc Grauwels, Kumho Arts Centre de Séoul et Opéra de Daegu. 2007, Concert à l’Ambassade du Canada à Tokyo avec la flûtiste Yuki Asami et le pianiste Hitoshi Kawashima. En 2010, création des 3 Jazettes concertantes pour marimba et vibraphone de François Bourassa, Orchestre Symphonique de Trois-Rivières et en 2012 à la Maison symphonique, avec l’orchestre Métropolitain à Montréal. Prix opus 2013– Concert de l’année–Jazz, Trio En Trois Couleurs. L’Astral, mars 2014 Ouverture du festival Jazz En Rafale, Trio En Trois Couleurs (avec François Bourassa et Yves Léveillé). En 2015 enregistrement de l’album En Trois Couleurs avec les pianistes jazz, François Bourassa et Yves Léveillé sous etiquette d’Atma Classique dont le disque s’est mérité le meilleur album Jazz de l’année au Gala des Prix Opus du Conseil Québécois de la musique. 2016, grande tournée en Chine de 17 concerts avec le Trio En Trois Couleurs.

## Discographie
- 1979 : Bach/Bartok/Shostakovitch, œuvres pour marimba, vibraphone et piano
- 1986 : Marcello/Dompierre/Stockhausen/Bartok (Percudisq, P 229), œuvre pour claviers de percussions et piano
- 1990 : Longtin/Miki/Tremblay/Brady (SNE, 572), œuvres pour percussions, flûte, harpe et piano
- 1997 : The Enchanted Dawn/L’Aube enchantée (Atma, ACD 2 2115), œuvres pour marimba, vibraphone et flûte. Marie-Josée Simard et Lise Daoust
- 2004 : Rencontre : Duo Simard/Sidorov (Disques Tout Crin, TCDC 19087), œuvres pour vibraphone, xylophone et accordéon classique (bayan)
- 2005 : Marc Grauwels & Marie-Josée Simard (Naxos 8.55778), œuvres pour flûtes, marimba, vibraphone et percussions
- 2009 : Simard/Fabi (Disques XXI-21), duo vibraphone et piano. Œuvres adaptées de A. Dvorak/F.Poulenc/E.Grieg
- 2015 : En Trois Couleurs Simard/Bourassa/Léveillé (Atma classique ACD2 2709)

2025 "Les chemins du concerto " Effendi Records "

## Récompenses et distinctions
- 1979 Premier Prix à l'unanimité de percussion
- 1981 Lauréate au concours Du Maurier Search Stars
- 2003 : Médaille de l'Assemblée nationale[2]
- 2013 Prix Opus du conseil québécois de la musique - meilleurs concerts jazz de l'année trio En Trois Couleurs, François Bourassa, Yves Léveillé, pianos, Marie Josée Simard, percussions.
- 2014, Prix Opus du conseil québécois de la musique - meilleurs disque jazz de l'année trio En Trois Couleurs, François Bourassa, Yves Léveillé, pianos, Marie Josée Simard, percussions.
- 2015 boursière du Conseil des Arts et des lettres du Québec - Studio/Résidence au Tokyo Wonder Sites (Japon).
- 2019 Boursière - Résidence d'artiste du Conseil des Arts et des Lettres du Québec au Music Banff Centre.